# Nayib Bukele
Nayib Armando Bukele Ortez (AFI: naˈʝiβ aɾˈman.do buˈkele oɾˈt̪es; San Salvador, 24 luglio 1981) è un politico salvadoregno, imprenditore e 43º presidente di El Salvador, in carica dal 1º giugno 2019.
Bukele è il primo presidente dal 1984 a non essere stato eletto come candidato del sistema bipartitico composto dal Fronte Farabundo Martí per la Liberazione Nazionale (FMLN), a capo della sinistra politica, e dell'Alleanza Repubblicana Nazionalista (ARENA), alla guida della destra. Bukele ha ricoperto la carica di sindaco di Nuevo Cuscatlán tra il 2012 e il 2015 e poi di sindaco di San Salvador, la capitale, tra il 2015 e il 2018.
Dopo aver vinto entrambe le elezioni come membro del FMLN, Bukele è stato estromesso dal partito nel 2017. Nel 2018 ha fondato il proprio partito: Nuevas Ideas. Ha cercato di vincere le elezioni presidenziali salvadoregne del 2019 con il partito di centro-sinistra Cambiamento Democratico. Dopo che la Corte Suprema Elettorale (TSE) ha sciolto il Cambiamento Democratico, Bukele si è candidato con il partito di centro-destra Grande Alleanza per l'Unità Nazionale (GANA) vincendo con il 53% dei voti.
Il suo modo di governare è stato definito "autoritario". Ha ricevuto numerose critiche da parte di organizzazioni internazionali, quali Amnesty International e Human Rights Watch, con accuse di violazioni dei diritti umani nella gestione della guerra alla criminalità e per l'uso dello stato di emergenza (o più propriamente dello stato d'eccezione), prorogato per almeno 22 volte da quando è al potere. La revoca dello stato di emergenza è stata invocata anche dalle Nazioni Unite.
Durante il suo primo anno di mandato, gli omicidi sono diminuiti del 50%, grazie al dispiegamento di migliaia di poliziotti e soldati nelle roccaforti delle gang e all'aumento della sicurezza nelle carceri. Il suo governo è stato accusato di aver negoziato segretamente con la Mara Salvatrucha (MS-13) per ridurre gli omicidi. Dopo che oltre 80 persone sono state uccise da criminali durante un fine settimana del marzo 2022, il governo di Bukele ha arrestato 75.000 persone sospettate di essere affiliate alla criminalità organizzata segnando l'inizio della guerra di repressione nazionale della criminalità (la guerra contra las pandillas).
Bukele ha dichiarato il Bitcoin come valuta a corso legale in El Salvador nel 2021. Il suo governo ha introdotto politiche per promuovere l'uso del Bitcoin, come lo sviluppo del Chivo, un portafoglio digitale (wallet) per l'espansione dei bancomat Bitcoin, e ha iniziato a progettare la costruzione di Bitcoin City, una città autonoma con un regime fiscale vantaggioso, alimentata dall'energia geotermica dei vulcani di El Salvador. La sua decisione di candidarsi alle elezioni generali salvadoregne del 2024 ha suscitato critiche data l'incostituzionalità di una rielezione presidenziale immediata. Per tale ragione Claudia Juana Rodríguez de Guevara assunse il ruolo di presidente ad interim durante il periodo delle elezioni.
Bukele ha vinto la rielezione il 4 febbraio 2024, con l'84,7% dei voti.

## Biografia
È figlio di Olga Ortez de Bukele e di Armando Bukele Kattán, uomo d'affari, di origine palestinese cristiana (poi convertito all'islam e divenuto imam) e figura influente della vita politica del Paese. Riconosciuto per le sue abilità ed il suo spirito imprenditoriale fin dalla giovane età, a 18 anni era alla guida di una società. Secondo un articolo del giornale online El Faro, Bukele è il proprietario di Yamaha Motors El Salvador, una società che vende e distribuisce i prodotti Yamaha a El Salvador, così come di un conglomerato dei media mainstream e di diverse altre aziende.

### Sindaco di Nuevo Cuscatlan
L'11 marzo 2012 viene eletto grazie ad una coalizione del FMLN con 2754 voti (49.72%) e CD con 108 voti (1.95%), per un totale di 2862 voti (50.68%) togliendo la carica ad ARENA che aveva invece raccolto 2585 voti (46.67%). Assume l'incarico il 1º maggio 2012.

### Sindaco di San Salvador
Alle elezioni municipali del 2015 diventa sindaco di San Salvador, la capitale di El Salvador, grazie ad una coalizione del FMLN e del PSP, ottenendo 89164 voti (50.37% del totale). Il suo principale sfidante, l'uomo d'affari e già deputato Edwin Zamora (ARENA), ottiene 82288 voti (46.49%). ARENA aveva controllato la città nei sei anni precedenti. Assume l'incarico il 1º maggio 2015.

### Espulsione dal FMLN
Il 10 ottobre 2017 viene espulso dal FMLN, accusato dal Tribunale Etico del FMLN di aggressione verbale, di promuovere le divisioni interne e di atti diffamatori nei confronti del partito. Il FMLN sosteneva che Bukele avesse chiamato l'avvocato Xochitl Marchello una “bruja” (strega), ma Bukele ha negato l'accusa. Nayib Bukele non ha partecipato all'udienza del 7 ottobre 2017 del Tribunale per l'Etica del FMLN, sostenendo che il tribunale fosse di parte in favore dei querelanti. Dopo la sua espulsione, Bukele ha sostituito 11 impiegati legati all'FMLN, per mancanza di fiducia.

### Presidenza
Dopo l'espulsione dal FMLN, Bukele ha partecipato, trionfando, alle elezioni presidenziali come candidato indipendente, in opposizione all'attuale sistema politico.
Nayib Bukele decide di interrompere le relazioni diplomatiche con il Venezuela, espelle i diplomatici venezuelani e riconosce Juan Guaidó, oppositore politico di Nicolas Maduro, come nuovo presidente di quel Paese. La sua decisione è accolta con favore dall'ambasciata degli Stati Uniti.
Nel febbraio 2020, quando il Parlamento era riluttante ad approvare un prestito di 109 milioni di dollari, ha fatto presidiare l'edificio da militari pesantemente armati per intimidire i deputati ad approvare la sua decisione. Ne è seguita un'ondata di disapprovazione: "Il dispiegamento della polizia e dei militari nell'assemblea legislativa ci ricorda i tempi più bui della storia del Salvador", ha detto Amnesty International.

#### Contrasto alla criminalità organizzata
Ha intrapreso misure severe, molto criticate per i loro eccessi, finalizzate a contrastare le bande criminali operanti nel Paese. Nel novembre 2022, ha ordinato la distruzione delle tombe recanti i simboli di bande criminali di appartenenza dei defunti, ritenendo questa una strategia utile a cancellare l’immagine delle bande armate dalla memoria collettiva del Paese.
Il tasso di omicidi del Paese è sceso al minimo storico di 7,8 per 100.000 abitanti nel 2022. Tuttavia, i suoi risultati in materia di sicurezza pubblica devono essere qualificati. La sua amministrazione ha cambiato il modo in cui vengono pubblicati i dati sugli omicidi, escludendo i corpi trovati in fosse comuni clandestine. Il numero di persone scomparse, in costante aumento dal 2018, supera il numero di omicidi, il che suggerisce che la riduzione effettiva degli omicidi potrebbe essere significativamente inferiore a quella evidenziata dalle cifre ufficiali. D'altra parte, anche prima dell'arrivo al potere di Nayib Bukele, El Salvador stava registrando un fortissimo calo della criminalità, con il tasso di omicidi per 100.000 abitanti sceso da 103 nel 2015 a 36 nel 2019.

#### Modifica della costituzione
Nel settembre 2021 ha fatto approvare un emendamento alla Costituzione per permettergli di presentarsi nuovamente per un secondo mandato alle elezioni del 2024.

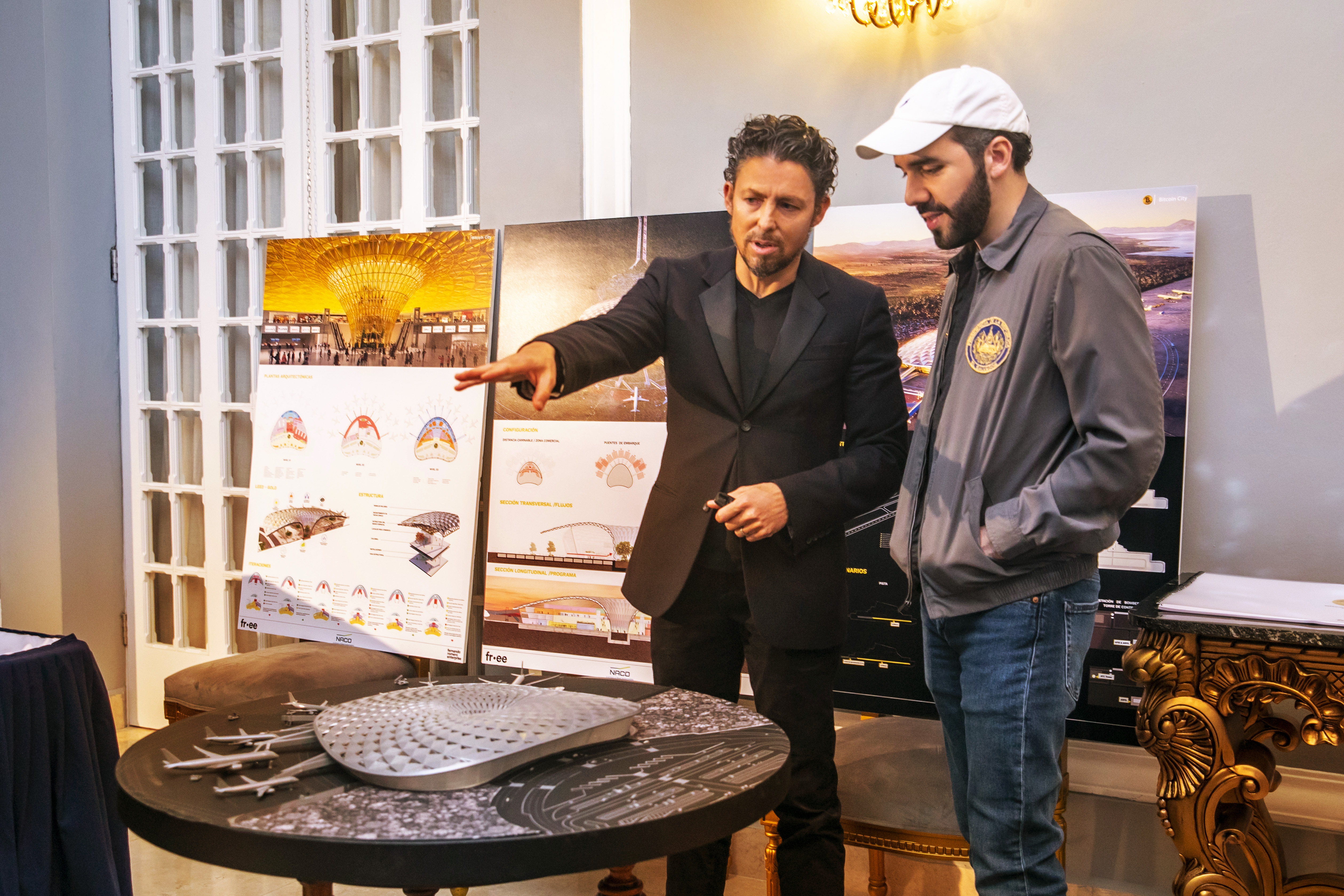
Nayib Bukele e l'architetto messicano Fernando Romero guardano un modello dell'aeroporto di Bitcoin City nel 2022

#### Adozione del bitcoin
Il 5 giugno 2021, Bukele ha proposto all'Assemblea legislativa un disegno di legge finalizzato a dare corso legale ai bitcoin. L'Assemblea legislativa ha approvato il disegno di legge l'8 giugno 2021. Il 17 giugno 2021, la Banca Mondiale ha respinto una richiesta di assistenza da parte di El Salvador per l'implementazione di bitcoin come moneta a corso legale, citando una serie di preoccupazioni. Il 24 giugno 2021 è stata annunciata l'intenzione di investire un milione di dollari nell'installazione di 1.500 bancomat di criptovaluta in grado di scambiare il dollaro USA con bitcoin o viceversa. Il 6 settembre 2021 Bukele ha annunciato che il governo salvadoregno aveva acquistato i suoi primi 400 bitcoin. Il giorno seguente, la legge Bitcoin è entrata in vigore, rendendo i bitcoin a corso legale. El Salvador è diventato così il primo paese a rendere la valuta digitale a corso legale.

#### Politica economica
Le questioni economiche sono state un fallimento del primo mandato di Nayib Bukele. La povertà è aumentata tra il 2019 e il 2022, più della metà della popolazione è sottonutrita, gli investimenti stranieri sono diminuiti drasticamente e, nel 2023, El Salvador ha registrato il più basso tasso di crescita economica dell'America centrale.

## Vita privata
Bukele è visto come un popolare politico millennial, nonostante a volte sia stato criticato per non avere delle posizioni politiche concrete per confermare il suo carisma. Essendo figlio di padre musulmano e di madre cristiana, la sua osservanza religiosa è stata argomento dibattuto durante le elezioni del 2019, quando è emersa una sua immagine che lo ritrae in preghiera in una moschea di Città del Messico. Bukele ha dichiarato in pubblico che la sua famiglia è cristiana cattolica e, mentre suo padre e molti altri suoi familiari si sono convertiti all'Islam, sostiene di considerarsi in primo luogo fedele a Dio piuttosto che a una religione.

## Annotazioni
1. ↑  In questo nome spagnolo, il primo cognome ("Bukele") è paterno mentre il secondo ("Ortez") è materno.